# Marsvin-familien
 For alternative betydninger, se Marsvin. (Se også artikler, som begynder med Marsvin)
Marsvin-familien er en familie af tandhvaler, der omfatter 6 arter i 3 slægter.

## Klassifikation
- Marsvin-familien Phocoenidae
  - Slægt Neophocaena
    - Art Finneløst marsvin, Neophocaena phocaenoides

  - Slægt Phocoena
    - Art Golfmarsvin eller Vaquita, Phocoena sinus
    - Art Almindelig marsvin eller blot Marsvin, Phocoena phocoena
    - Art Pigfinnemarsvin eller Burmeisters marsvin, Phocoena spinipinnis
    - Art Brillemarsvin, Phocoena dioptrica

  - Slægt Phocoenoides
    - Art Hvidsidemarsvin eller Dalls marsvin, Phocoenoides dalli